# 卡昂
- 關於法国滨海阿尔卑斯省的Cannes，請見「戛纳」。
- 關於卡昂组成的公共社区，請見「卡昂海滨城市公共社区」。
- 關於位于日本名为冈城的遗址，請見「冈城 (丰后国)」。
- 關於位於香港的將軍澳小赤沙的大型發展項目，請見「日出康城」。

卡昂（法語：Caen，法語發音：[kɑ̃] ⓘ，又译“冈”或“冈城”），法国西北部城市，诺曼底大区卡尔瓦多斯省的一个市镇，也是该省的省会和人口最多的城市。卡昂位于卡尔瓦多斯省中部，奥恩河畔，是这一地区的政治文化中心，其市镇面积为25.7平方公里，2022年1月1日时的人口数量为108,398人，在法国城市中排名第40位，在大区内排名第三，仅次于港口城市勒阿弗尔和首府鲁昂。
卡昂位于法国西北部的诺曼底地区，市区距离海岸线不到15公里，卡昂-维斯特雷阿姆港是法国第十大港口。卡昂市区地势平坦，城市以卡昂城堡为核心呈放射状分布，其中市区西部和南部为主要的居民区，北部为科教园区，而东部则有大型商业中心分布。
卡昂历史悠久，威廉一世于1047年修建了卡昂城堡，使得卡昂成为诺曼底公国的“西都”，被誉为百钟之城。卡昂自法国大革命结束后一直为卡尔瓦多斯省的省会，并于1956至2015年间成为下诺曼底大区的首府。卡昂在诺曼底登陆的卡昂战役中受到毁灭性的打击，是二战中遭遇破坏最为严重的法国城市之一，战后恢复重建工程持续至1963年。
卡昂也因卡昂式牛肚和同名的足球俱乐部而闻名。2019年7月22日，卡昂有轨电车投入商业运行。

## 地名来源
“卡昂”一名的确切来历没有详细记载。当地史学家普遍认为这一名称是由凯尔特语“Catumagos”衍变而来的，其含义为“发生战斗的地方”。

## 历史

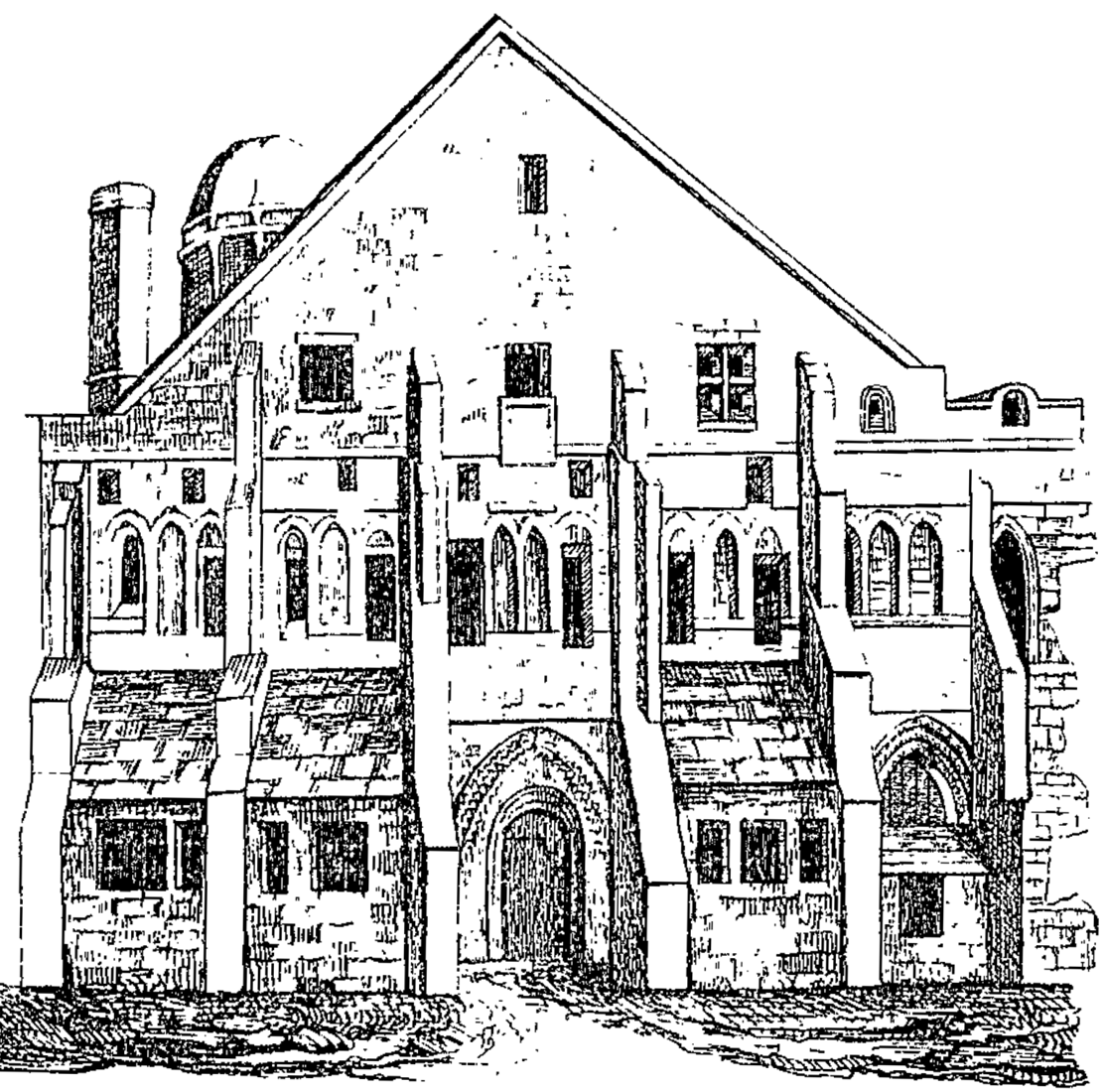
卡昂神学院临摹图

### 古典时期
卡昂附近的考古挖掘出土的文物证明，这一地区早在先古时期就已出现人类活动。罗马时期，这一地区成为了高卢人的一支－维迪卡斯的主要活动范围，其首都名为阿尔热尼阿，城址位于今卡昂市区以南大约15公里处。古典时代晚期，维迪卡斯被相邻的巴约卡斯合并，而阿尔热尼阿也逐渐衰落成为普通村庄。连接巴约卡斯首府奥古斯托迪吕姆（今巴约）和另一支高卢部落莱索维安的首府莱索维安新城（今利雪）的道路从今卡昂城所在地经过，卡昂成为了一个没有实权的小集镇，出现了贸易活动。
公元三世纪，卡昂附近的沿海地区开始受到海盗的入侵的骚扰，同时，因气候变暖而造成的海岸线侵蚀使得一些原住在海边的居民向内陆迁徙。借助奥恩河水运之便，公元5世纪后，卡昂逐渐成为了一个区域性的商贸中心，城市也有了一定程度的发展。

### 中世纪
公元9世纪起，维京人开始入侵这一地区。其首领头目罗洛于公元911年和西法兰克国王查理三世签订了埃普特河畔圣克莱尔条约，建立了诺曼底公国。该公国最初的活动范围在塞纳河下游附近，后逐渐向西扩张。1047年，威廉一世在卡昂修建了城堡，使得卡昂成为诺曼底公国的第二首都，同时也使得卡昂成为了一座军事要塞，并由此开始了对英格兰的征服行动，1091年，威廉二世和罗贝尔二世签署《卡昂条约》，宣布停战。13世纪初，法兰西国王腓力二世收复诺曼底，建立行省，鲁昂成为首府，而卡昂则因此失去了政治地位。
1346年，英法百年战争爆發初期，英格兰国王爱德华三世登陆诺曼底，并在卡昂展开了激烈的掠夺，史称1346年的卡昂之战。此后卡昂被英国人占领了一个世纪，直到1450年福尔米尼战役结束。其间，英国人在卡昂建立了男子修道院和一所大学，查理七世在战后对该大学进行了扩充，使其成为了巴黎和蒙彼利埃之后法国本土的第三所综合性大学。
中世纪末期，卡昂地区经历了多次黑死病疫情，造成数千人死亡。

### 近现代

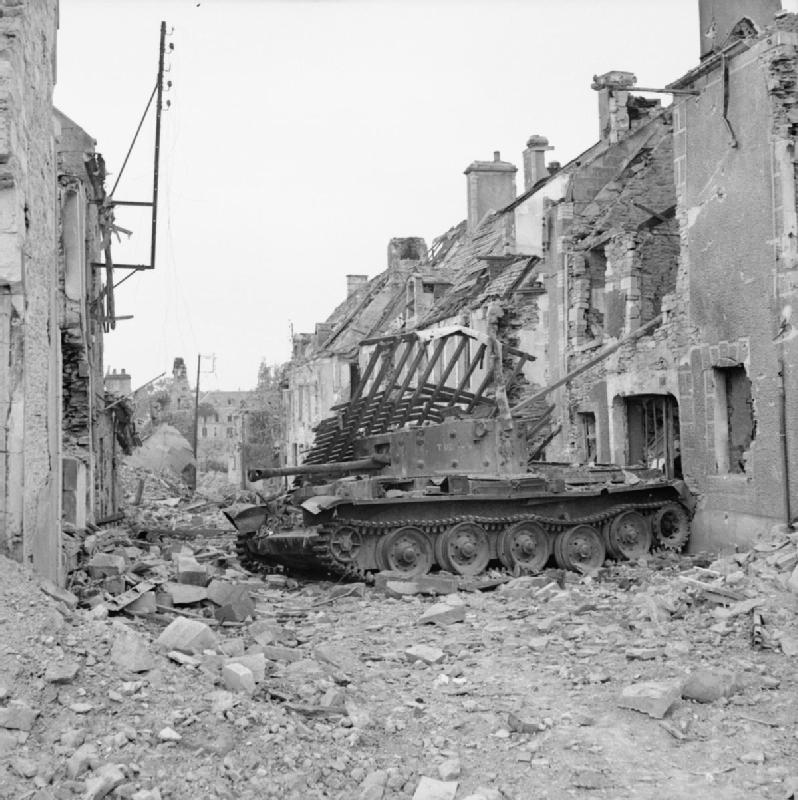
被联军轰炸后的卡昂市区

1542年，卡昂综合行政区成立，卡昂成为了这一地区的行政中心，其间，大批市政设施得以兴建，包括学校、市场、法院、绿地公园以及大批教堂。1790年法国大革命后，原卡昂综合行政区东部的大部分地区组建成为卡尔瓦多斯省，卡昂成为省会并保持至今。
1857年，连接卡昂和英吉利海峡的运河以及途径卡昂的芒特拉若利－瑟堡铁路同时建成，拿破仑三世亲自主持开通仪式，卡昂成为了一个水陆交通枢纽。
得益于交通之便，卡昂自19世纪后期至20世纪初迅速发展，出现了电报、有轨电车、新式医院、电影院、证券交易所等一系列现代化设施，卡昂的城市范围也由卡昂城堡附近扩展至奥恩河南岸。
第二次世界大战期间，诺曼底属于纳粹德国占领区。1944年6月，盟军實施霸王行动，通过诺曼底登陆占领了作为行政中心的卡昂，史称卡昂战役。这也是诺曼底登陆行动中伤亡和损失最为严重的一场战役，超过5万人遇难，3.5万人无家可归；同时，卡昂市内的建筑物几乎全部被毁，战后恢复持续到了1962年。1988年，卡昂纪念馆建成并向公众开放。
1956年，卡昂所在的卡尔瓦多斯省和与其相邻的芒什、奥恩两省共同组成了下诺曼底大区，卡昂成为该大区的首府和经济文化中心。2016年1月1日起，下诺曼底大区和上诺曼底大区合并成为新的诺曼底大区，首府迁至鲁昂。
1996年，卡昂至巴黎间的铁路线完成电气化改造，两地间的铁路旅行时间缩短至两小时以内。
2002年，卡昂导轨电车投入商业运营，但由于技术限制造成维护成本过高，最终于2017年12月31日停止运行。2019年7月27日，标准化的卡昂有轨电车正式开通。

## 地理
卡昂位于法国西北部，诺曼底大区的中西部和卡尔瓦多斯省的中部。距离大区首府鲁昂大约130公里，法国首都巴黎大约237公里。与卡昂接壤的市镇包括：奥东河畔布雷特维尔、卡尔皮凯、科尔梅勒-勒鲁瓦亚勒、埃普龙、奥恩河畔弗勒里、埃鲁维尔圣克莱尔、伊夫、卢维尼、蒙德维尔、圣孔泰、圣日耳曼-拉布朗什埃尔布。

### 地形
卡昂位于诺曼底低地平原腹地，距离海岸线大约15公里，市区内地势平坦，海拔在2至73米之间，其中奥恩河以南的部分略高于其它地区。

### 地质
卡昂地区的基岩以碳酸钙为主要成分，其地表则以现代沉积物为主。卡昂地区的传统建筑物多由当地开采的大理石作为石材，被称为卡昂之石，在19世纪末期曾为重要的贵族建筑材料。

### 水文

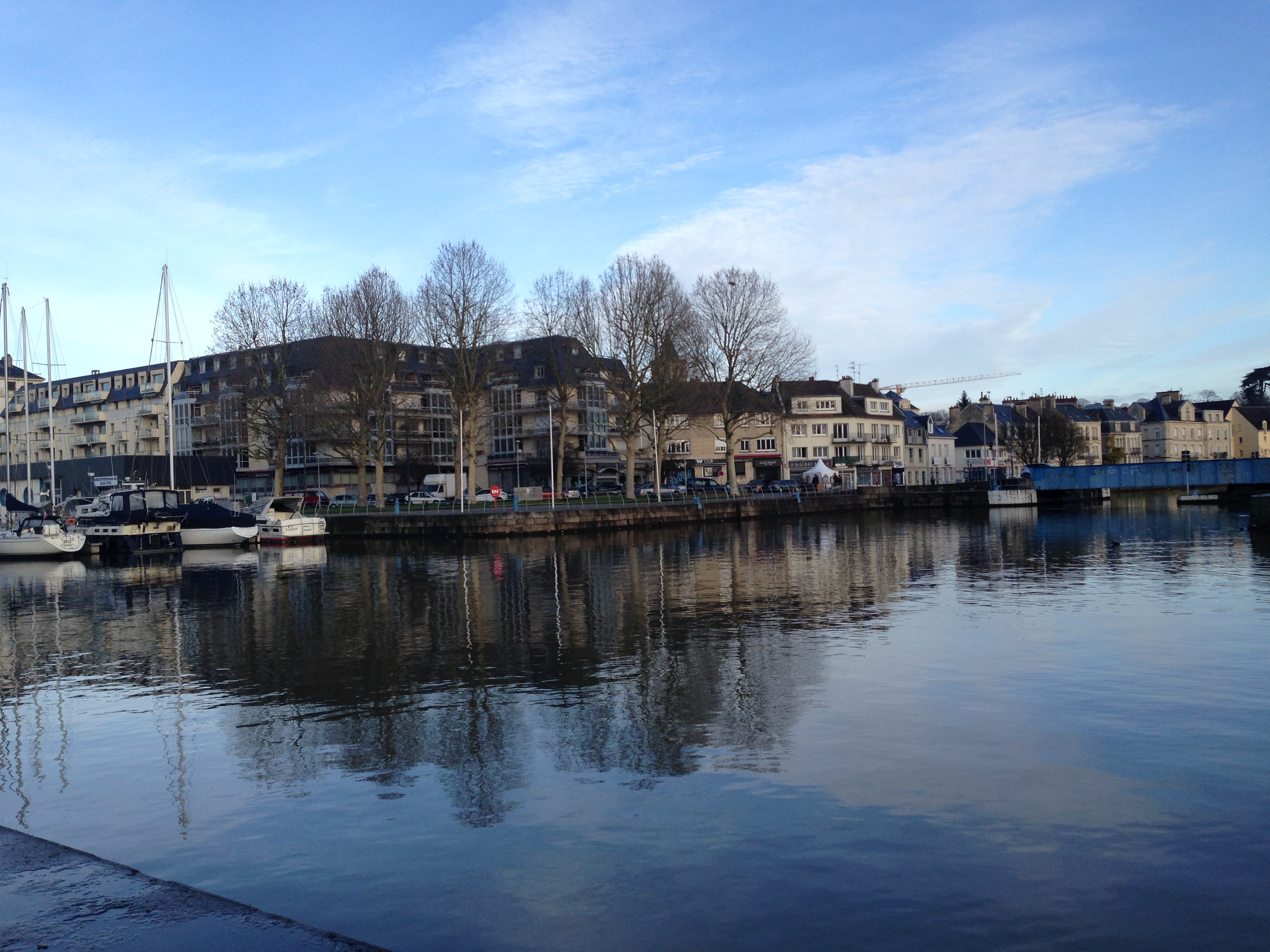
流经卡昂市区的卡昂运河

奥恩河自自南向北流经卡昂市区东部，平均宽度在40米左右，该河独立入海，不属于法国五大流域当中的任何一个。与奥恩河平行的卡昂运河开凿于1857年，位于奥恩河左岸，设有多处船闸。

### 植被
卡昂属于温带阔叶混交林，常见树木包括山毛榉、橡树和桦树等。卡昂附近最大的森林为格兰博森林，位于卡昂南郊的格兰博境内，面积达425公顷。卡昂市区内也有多处城市绿地公园，主要包括植物花园（Jardin des Plantes et Jardin Botanique）、无地花园（Jardin des Simples）、米歇尔·多尔纳诺公园（Parc Michel d'Ornano）等。

### 气候
卡昂在柯本气候分类法中属于温带海洋性气候，年温差较小，平均气温略低于同纬度大陆地区，降水分布均匀，偶尔有极端天气发生。
卡昂西郊的卡尔皮凯境内设有气象站，以下为该气象站的数据：
| 卡尔皮凯            | 卡尔皮凯     | 卡尔皮凯    | 卡尔皮凯    | 卡尔皮凯    | 卡尔皮凯    | 卡尔皮凯    | 卡尔皮凯     | 卡尔皮凯     | 卡尔皮凯    | 卡尔皮凯    | 卡尔皮凯    | 卡尔皮凯    | 卡尔皮凯      |
| 月份                | 1月          | 2月         | 3月         | 4月         | 5月         | 6月         | 7月          | 8月          | 9月         | 10月        | 11月        | 12月        | 全年          |
| ------------------- | ------------ | ----------- | ----------- | ----------- | ----------- | ----------- | ------------ | ------------ | ----------- | ----------- | ----------- | ----------- | ------------- |
| 历史最高温 °C（°F） | 20 (68)      | 20.8 (69.4) | 24.4 (75.9) | 26.6 (79.9) | 30.4 (86.7) | 35.2 (95.4) | 39.7 (103.5) | 38.9 (102.0) | 33.5 (92.3) | 28.9 (84.0) | 21.6 (70.9) | 17.2 (63.0) | 39.7 (103.5)  |
| 平均高温 °C（°F）   | 8 (46)       | 8.6 (47.5)  | 11.5 (52.7) | 13.6 (56.5) | 17.1 (62.8) | 20.1 (68.2) | 22.6 (72.7)  | 22.8 (73.0)  | 20.1 (68.2) | 16.1 (61.0) | 11.5 (52.7) | 8.3 (46.9)  | 15 (59)       |
| 日均气温 °C（°F）   | 5.3 (41.5)   | 5.5 (41.9)  | 7.8 (46.0)  | 9.5 (49.1)  | 12.8 (55.0) | 15.6 (60.1) | 17.8 (64.0)  | 18 (64)      | 15.6 (60.1) | 12.4 (54.3) | 8.4 (47.1)  | 5.7 (42.3)  | 11.2 (52.2)   |
| 平均低温 °C（°F）   | 2.6 (36.7)   | 2.4 (36.3)  | 4.2 (39.6)  | 5.3 (41.5)  | 8.5 (47.3)  | 11 (52)     | 13.1 (55.6)  | 13.2 (55.8)  | 11.1 (52.0) | 8.7 (47.7)  | 5.3 (41.5)  | 3 (37)      | 7.4 (45.3)    |
| 历史最低温 °C（°F） | −19.6 (−3.3) | −16.5 (2.3) | −7.4 (18.7) | −5.7 (21.7) | −0.8 (30.6) | 1 (34)      | 4.7 (40.5)   | 4 (39)       | 1.8 (35.2)  | −3.7 (25.3) | −6.8 (19.8) | −11 (12)    | −19.6 (−3.3)  |
| 平均降水量 mm（）   | 66.1 (2.60)  | 52.4 (2.06) | 55.6 (2.19) | 50.4 (1.98) | 62.6 (2.46) | 57.9 (2.28) | 52.6 (2.07)  | 51.2 (2.02)  | 60.8 (2.39) | 77.6 (3.06) | 74.6 (2.94) | 78.1 (3.07) | 739.9 (29.13) |
| 月均日照時數        | 69.6         | 84.3        | 125.6       | 167.3       | 193.7       | 213.5       | 207.1        | 204.4        | 167.2       | 117.8       | 79.4        | 61.4        | 1,691.3       |
| 来源：infoclimat    |              |             |             |             |             |             |              |              |             |             |             |             |               |

## 行政区划
卡昂是法国诺曼底大区卡尔瓦多斯省的一个市镇，编号为14118，它也是卡尔瓦多斯省的省会。卡昂下辖卡昂区，在省级行政选举中被划为5个县，按照阿拉伯数字排序，同时卡昂也是卡昂海滨城市公共社区的办公驻地。
卡昂市政府按照地理方位将卡昂市镇分为了12个街区，并实行街区自治制度。
法国国家统计与经济研究所（简称）在进行数据统计时，将卡昂及周边另外20个市镇设为卡昂城市核心区，并将包括核心区在内的附近共222个市镇划为卡昂城市区。同时，还将卡昂市镇分为了52个“块区”，以便于统计人口分布情况。
| 卡昂行政区划 | 卡昂行政区划                    | 卡昂行政区划 | 卡昂行政区划 | 卡昂行政区划        | 卡昂行政区划 | 卡昂行政区划 |
| --- | ------------------------------- | ------------ | ------------ | ------------------- | ------------ | ------------ |
| 福利-库夫尔谢夫 绿道 马拉德尔里-圣保罗 · -圣加布里埃尔 美地-沃努瓦 阿斯汀- · 艾维涅-圣旺 中心老城-圣让-港口 圣皮埃尔殉难者 · -大学-圣朱利安 皮埃尔-厄泽 卡尔梅特- · 圣让厄德-圣吉耶 沃塞勒-半月-圣特雷斯 天赐 盖里尼耶尔 |                                 |              |              |                     |              |              |
| 地理分区 | 街区名称*                       | 街区原名     | 块区数量     | 人口数量 （2014年） |              |              |
| 西北部片区 | 福利-库夫尔谢夫                 |              | 6            | 8,713               |              |              |
| 西北部片区 | 绿道                            |              | 4            | 7,595               |              |              |
| 西北部片区 | 马拉德尔里-圣保罗 -圣加布里埃尔 |              | 5            | 11,878              |              |              |
| 东北部片区 | 圣皮埃尔殉难者- 大学-圣朱利安   |              | 5            | 10,340              |              |              |
| 东北部片区 | 皮埃尔-厄泽                     |              | 4            | 7,671               |              |              |
| 东北部片区 | 卡尔梅特- 圣让厄德-圣吉耶       |              | 3            | 7,834               |              |              |
| 中部-西南片区 | 中心老城-圣让-港口              |              | 5            | 12,516              |              |              |
| 中部-西南片区 | 美地-沃努瓦                     |              | 4            | 5,736               |              |              |
| 中部-西南片区 | 阿斯汀-艾维涅-圣旺              |              | 4            | 8,935               |              |              |
| 东南部片区 | 沃塞勒-半月-圣特雷斯            |              | 7            | 15,069              |              |              |
| 东南部片区 | 天赐                            |              | 3            | 7,060               |              |              |
| 东南部片区 | 盖里尼耶尔                      |              | 2            | 4,705               |              |              |
| *中文名称非官方正式翻译，仅供参考 |                                 |              |              |                     |              |              |

## 交通

### 公路
卡昂是法国西北部的一个公路枢纽，法国国家A13和A84两条高速公路经过卡昂，另有法国国道N13、N158、N814及数十条省道在此交汇，其中N158线即卡昂环城公路，建成于1988年，现为卡昂重要的城市过境快线。
卡尔瓦多斯省城际客运（商业名称为，意为“绿色巴士”）开通由卡昂前往勒阿弗尔、弗莱尔、维尔以及周边主要市镇的客运班线，自2019年起部分线路免费对公众开放；诺曼底大区公共交通开通由卡昂直达前往雷恩和鲁昂的大巴车线路；一些国际性的客车公司则开行途径卡昂前往巴黎（包括拉德芳斯和戴高乐机场）、雷恩、亚眠、南特等地的长途汽车线路。
2018年，62.8%的卡昂居民拥有至少1辆私人汽车。

### 铁路

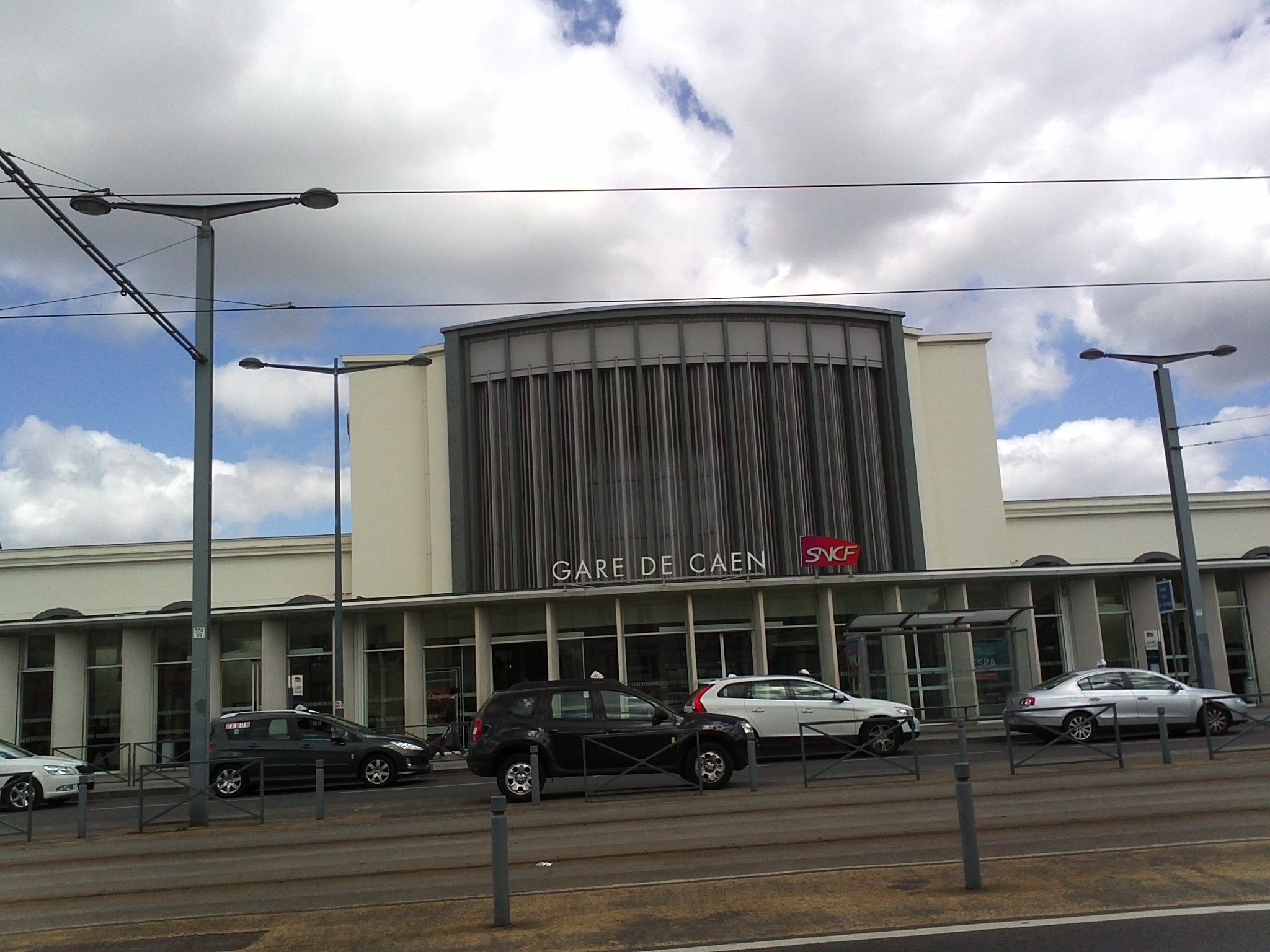
卡昂火车站外景

卡昂位于芒特拉若利－瑟堡铁路线上，该铁路是法国西北地区的重要铁路干线。卡昂火车站位于卡昂市区南部，奥恩河左岸，是卡昂境内唯一的铁路客运车站，该站每天停靠连接巴黎和瑟堡之间的城际列车，由卡昂前往巴黎的最快旅行时间在2小时以内。同时卡昂站还开行前往雷恩、勒芒和鲁昂方向的区域列车。2017年，卡昂火车站累计发送旅客数量达304万人次。
巴黎－诺曼底高速铁路计划曾于20世纪90年代被提出，原计划2020年左右开通，后因财政原因而被搁置，现预计2030年投入商业运行。

### 航空
卡昂-卡尔皮凯机场位于卡昂市区西部的卡尔皮凯境内。2019年，该机场开行前往10个城市的常规航线。

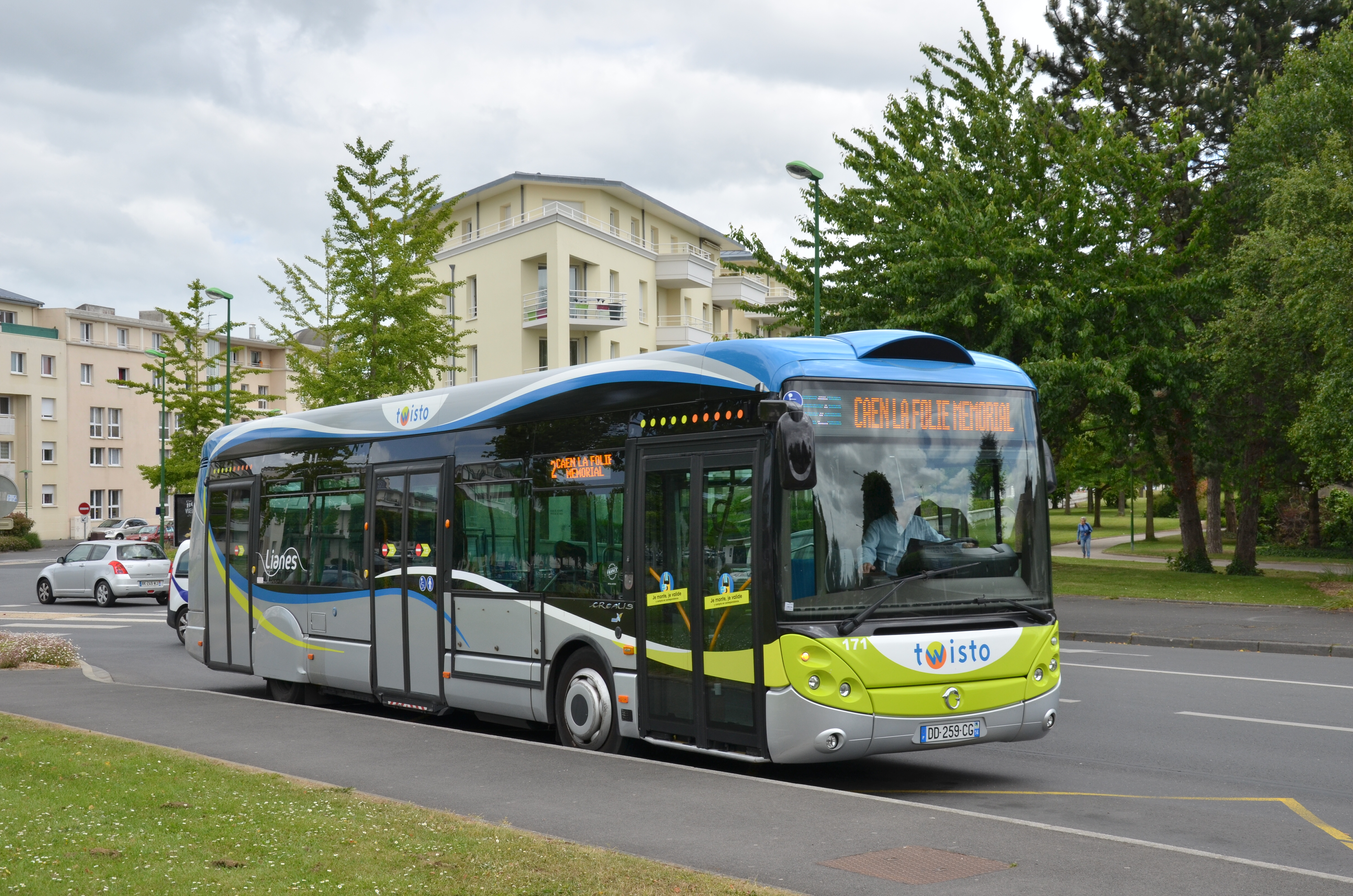
卡昂街头的一辆公共汽车

### 水运
卡昂-维斯特雷阿姆港位于卡昂市区北郊的维斯特雷阿姆，是法国第十大港口，年货运吞吐量达320万吨，旅客发送量超过100万人次，由该港前往英国朴茨茅斯的航程在7小时以内。

### 城市公共交通
卡昂城市公共交通的商业名称为“推斯托”（法語：Twisto），其公交线路网包括21条常规线路、8条定制线路、1条市区摆渡车和2条夜间线路，覆盖了卡昂市内的主要街区及卡昂海滨城市公共社区内的大部分市镇。2019年7月27日，卡昂有轨电车正式投入运行，代替了原来的卡昂导轨电车，成为了法国第26座拥有标准有轨电车的城市。

## 政治

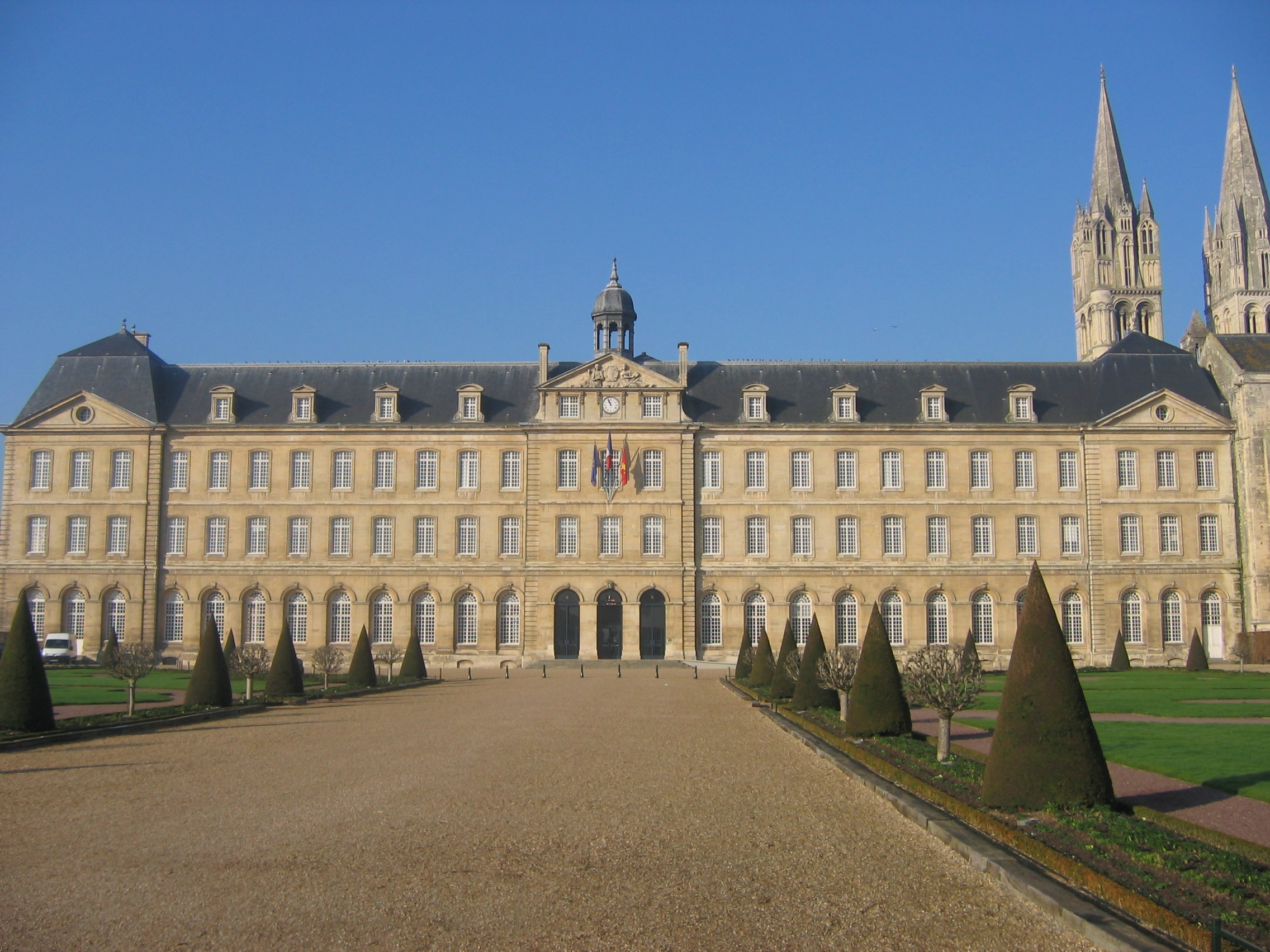
建于中世纪的男子修道院，现为卡昂市政厅

现任卡昂市长若埃尔·布吕诺先生，于2014年以人民运动联盟的身份上任，为法国共和党的一名成员，在2020年卡昂市政选举的首轮投票中即获得50.79%的支持率，实现连任。
| 卡昂历届市长   |                   |                           |
| 任期           | 市长              | 党派                      |
| 1945年－1959年 | 伊夫·吉尤         | RPF法国人民联盟           |
| 1959年－1970年 | 让-马里·卢韦尔    | MRP人民共和运动           |
| 1970年－2001年 | 让-马里·吉罗      | UDF法国民主联盟           |
| 2001年－2008年 | 布里吉特·勒布勒通 | UMP人民运动联盟           |
| 2008年－2014年 | 菲利普·迪龙       | PS社会党                  |
| 2014年－       | 若埃尔·布吕诺     | UMP人民运动联盟 →LR共和黨 |

在2017年法国大选的第一轮和第二轮选举当中，法国现任总统马克龙在卡昂分别获得29.55%和82.09%的支持率，均居所有候选人首位。
在2015年以前，卡昂是卡昂第一、第二、第三、第四、第五、第六、第七、第八、第九和第十共10个县的行政中心。根据法国2014年出台的县级行政区划改革方案，自2015年1月1日起，卡昂所辖的十个县被重新整合成为五个县，仍按照阿拉伯数字命名，但仅保留省级行政选举功能，且不再隶属于卡昂区。
在市政管理方面，卡昂自2017年9月起实施“街区自治管理制度”，将市区划分十二个“街区”，每个街区内推选出“街区总管”（Conseil Quartier），负责收集街区内的居民意见，并定期向上级反馈，旨在促进卡昂市民对日常市政事物的参与，同时搭建一个连接市长和市民的信息沟通渠道。

## 经济

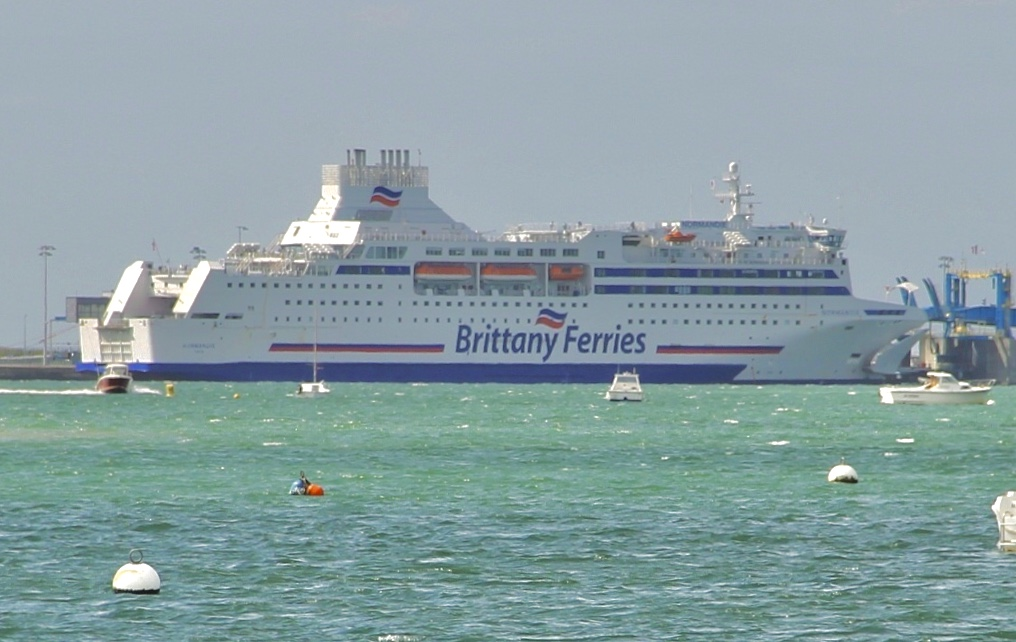
卡昂-维斯特雷阿姆港的一艘游轮

卡昂是这一地区的经济中心。在农业方面，卡昂农商学会创建于1762年，是法国最早的农业生产公共服务机构，卡昂所在的卡尔瓦多斯省地势平坦、水源充足，是法国本土重要的畜牧业省份；在工业方面，卡昂在20世纪曾为法国重要的化工业城市，诺曼底金属工厂位于卡昂市区北部，是当时法国本土最大的重金属企业之一，后因经营不善而于1993年关闭，现卡昂地区的工业部门以汽车生产为主，雷诺、标致和博世等汽车生产或零件供应商在卡昂设有分工厂；在第三产业方面，卡昂聚集了多所高等学府和科研机构，并依托其港口优势，大力发展国际物流行业，成为了法国西北部重要的对外贸易口岸。在2018年的一次抽样调查中，卡昂地区73%的企业对卡昂的经济发展趋势表示乐观。

### 财政
2017年，卡昂的财政支出总额为10390.8万欧元，财政收入总额为10653万欧元，债务总额为9977.9万欧元。

### 收入
2014年，卡昂的人均月纯收入为2274欧元，其中高级职员为4170欧元，高于法国平均水平（4141欧元）；普通工人为1802欧元，高于法国平均水平（1637欧元）。
2016年，卡昂的青壮年人口（15-64岁）失业率为11.7%。总人口中有40.2%拥有纳税资格。

## 人口
2015年，卡昂的市镇范围内的合法人口数量为106,260，其中男性50,047人，女性56,213人，75岁及以上人口数量占比为8.4%，外籍人口6,010人，总人口数量在在全法国排名第40位。人口密度为4,135人/平方公里。2016年，卡昂的出生人口数量为1,161人，死亡人口数量为1,005人。
当地居民被称为（男性）或（女性）。
| 年份   | 1936   | 1946   | 1954   | 1962   | 1968    | 1975    | 1982    | 1990    | 1999    | 2006    | 2011    | 2016    | 2017    |
| ------ | ------ | ------ | ------ | ------ | ------- | ------- | ------- | ------- | ------- | ------- | ------- | ------- | ------- |
| 人口數 | 61,334 | 51,445 | 67,851 | 91,336 | 110,262 | 119,640 | 114,068 | 112,846 | 113,987 | 110,399 | 108,793 | 105,403 | 105,354 |

## 社会事务

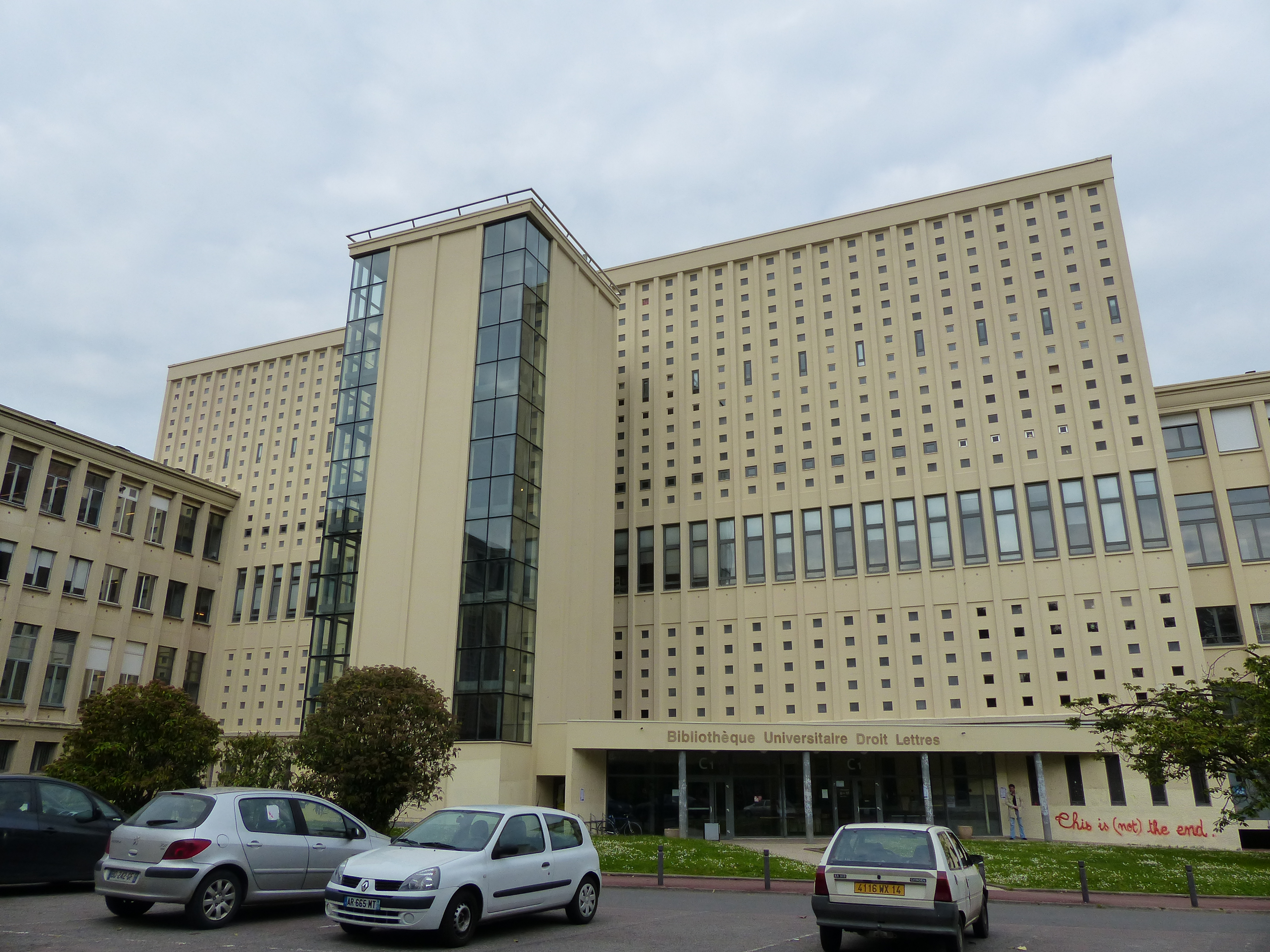
卡昂大学图书馆

### 教育
卡昂是卡昂学区的总部所在地。截止2018年底，卡昂境内共有13所幼儿园、36所小学、17所初级中学、13所普通高中、8所职业高中和1所农业高中，其中三所学校设有大学校预科班。2018年，卡昂贞德私立高级中学（Lycée Privé Jeanne d'Arc）的毕业生的会考通过率为99%，平均成绩为17.83分（满分20分），其中12分以上的人数占78%，是卡昂乃至整个卡尔瓦多斯省最好的高级中学，在法国2,295所高中里面排名第129位。2018－2019年学年度，卡昂境内中等阶段在校学生总人数为18,459人。
卡昂也是法国的一座大学城。卡昂-诺曼底大学的主校区位于卡昂市区，是法国历史最悠久的公立大学之一，最初建于1496年，法国大革命时期撤销，后于1896年复建。2017年，该大学在卡昂地区共设有7个校区、6个专业，在校大学生数量达2.9万。此外，卡昂还有三所工程师大学校：国立卡昂高等工程师学校、卡昂建设工程师学校以及卡昂大学下属的ESIX综合工程师学校。

### 医疗

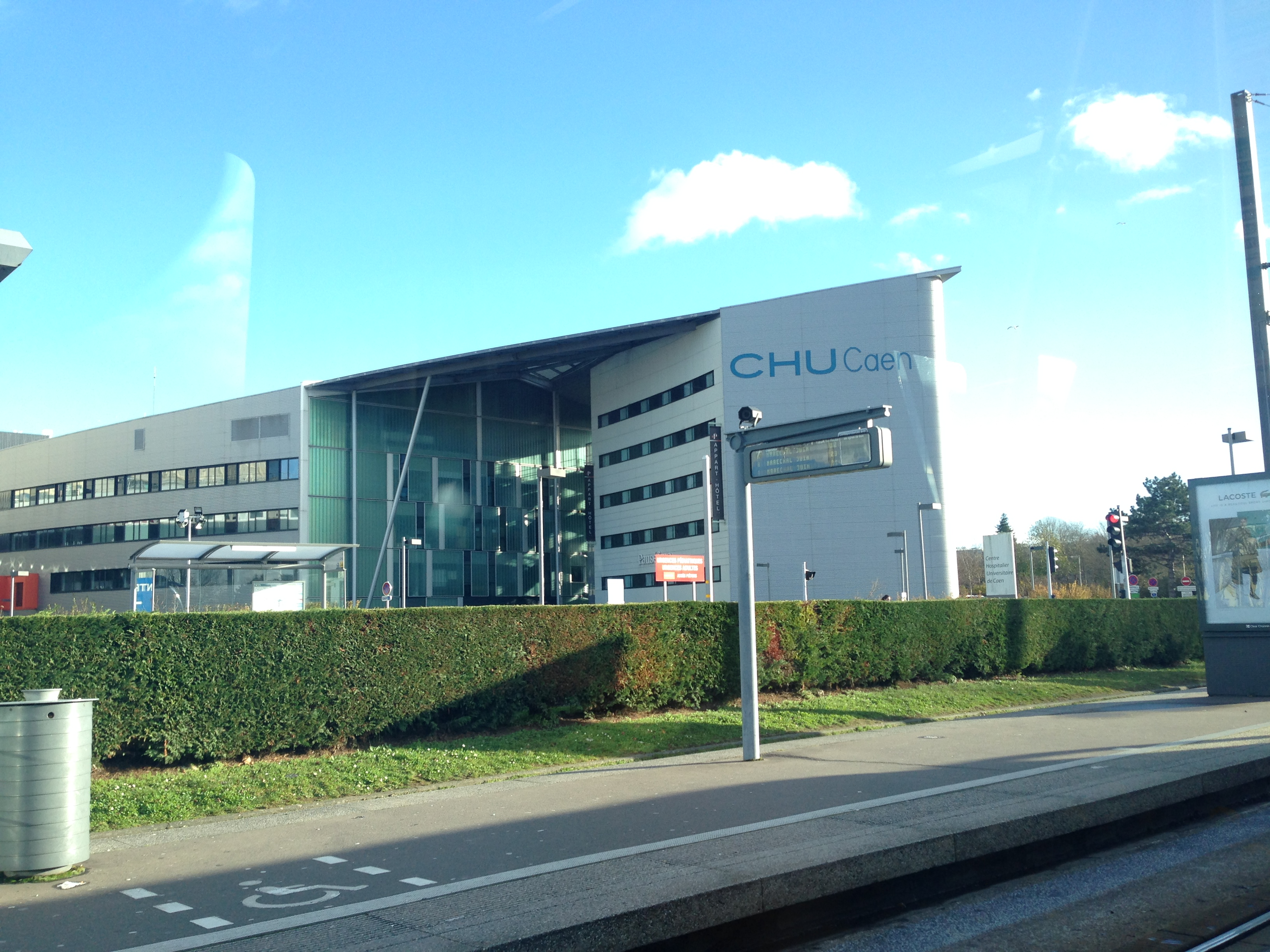
卡昂大学附属中心医院

截止2018年1月1日，卡昂境内共有全科医生177名，保健师121名，牙医86名，护士96名，耳科医生12名，眼科医生19名，皮肤科医生13名，助产士13名，儿科医生14名和妇科医生27名。市区内共有药房46家。
卡昂大学附属中心医院隶属于卡昂-诺曼底大学，是法国30个大学附属医院之一，亦是卡尔瓦多斯省境内最大的综合性医疗机构，该医院在卡昂市内设有四个病区：
- 纳科尔山岭附属医院（CHU Côte de Nacre）
- 克莱蒙梭大区医院（CHR Clemenceau）
- 埃斯基洛尔心理诊疗中心（Centre Esquirol）
- 老年人服务中心（Centre pour Personnes Âgées）

此外，卡昂境内还有一家非营利性的大区癌症攻克中心、一家精神病医院、21家养老院和12处残疾人帮扶中心。

### 住房
2015年，卡昂境内共各类居民住房64,930处，比上一年增加了521处。其中88.7%为常住居民住房。
2019年7月5日，卡昂滨海城市公共社区通过了《2019－2024年房屋综合提升计划》（Plan Local de l'Habitat）的方案综合评估。根据该方案，公共社区将对境内61,203处建于1984年以前的房屋进行升级改造，旨在减少能源消耗，并提高居住条件。

### 商业

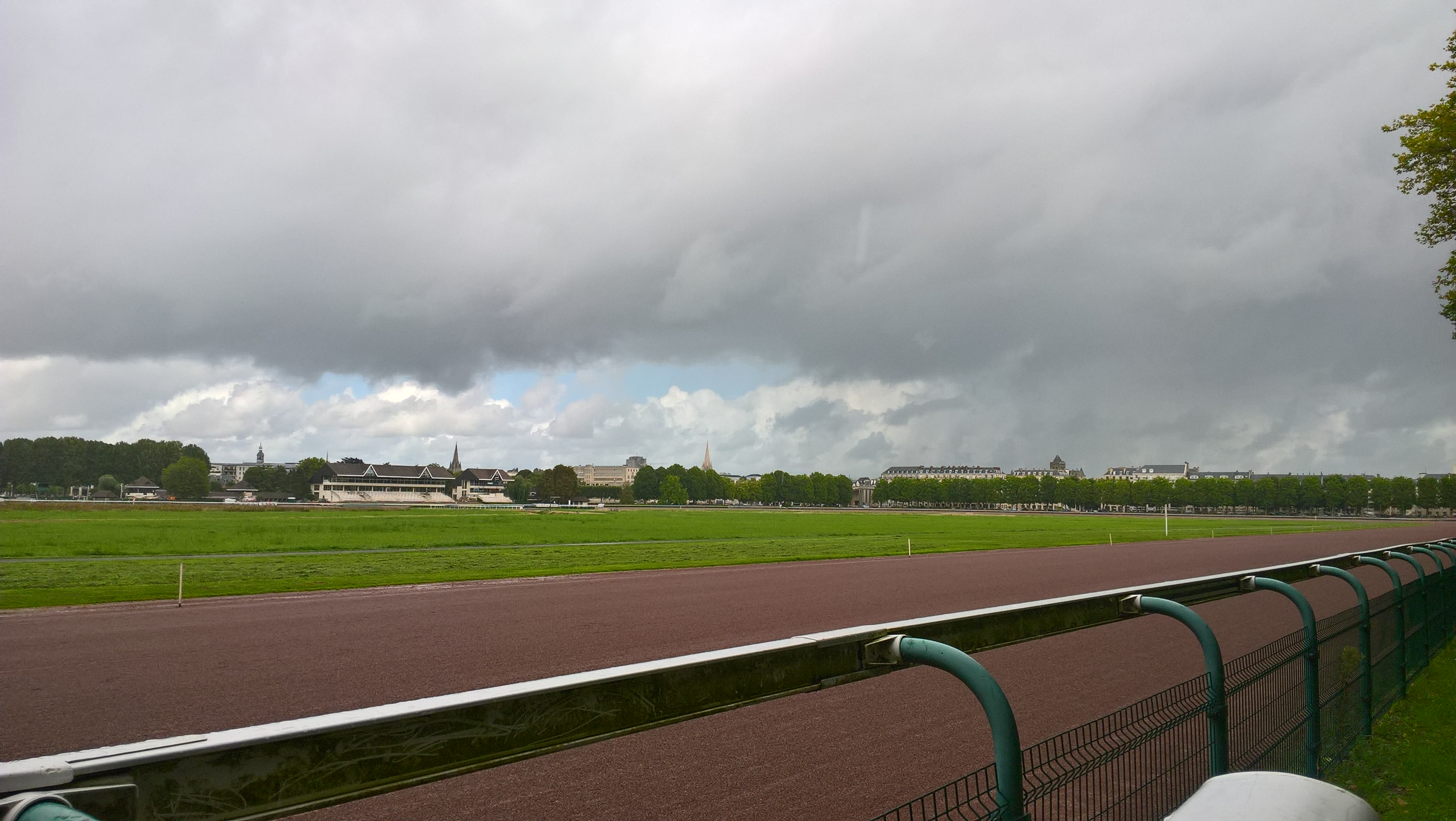
卡昂草原跑马场

2015年，卡昂境内共有各类商业铺面6,931家，其中餐饮服务类商业铺面2,557家，个体性的商铺主要位于卡昂市中心，而卡昂市区东南部的蒙德维尔和东北部的埃鲁维尔-圣克莱尔境内均有大型商场（Grande distribution）分布。

### 体育
截止2019年初，卡昂共包括5处游泳池，37个健身房，2个体育场，39个网球场，21个足球或橄榄球场和13个篮球或排球场。卡昂北郊的埃鲁维尔圣克莱尔还设有一处高尔夫球场。
卡昂足球俱乐部，全称为“卡昂-马莱布-卡尔瓦多斯-下诺曼底体育会”（Stade Malherbe Caen Calvados Basse-Normandie），是卡昂的一个足球俱乐部，成立于1913年，自1985年起成为法国职业足球队，现参加法国足球乙级联赛。
除了足球以外，卡昂还有卡昂卡尔瓦多斯篮球俱乐部、卡昂手球俱乐部等团体性体育俱乐部。
卡昂也因马术而闻名。草原跑马场位于卡昂市区西南部，建于1840年，其周长接近2公里，是法国最大的跑马场之一，曾举办2014年世界马术锦标赛。

### 环境
卡昂境内的环境和可持续发展事务由卡昂滨海城市公共社区负责。截止2019年7月，公共社区内共有6处垃圾处理中心、55处大小不一的污水处理中心、53处储水池或水塔，可满足卡昂的日常城市运作。
2015年，卡昂市区内共有2家污染企业，当年的二氧化氮浓度平均值为20,5 µg/m³，臭氧浓度平均值为53µg/m³，二氧化硫浓度平均值为1µg/m³，颗粒物平均值为20µg/m³，均低于法国平均水平。

### 治安
卡昂市区内共有一个派出所、一个国家宪兵队和一个消防站。
2014年，卡昂及其附近地区共发生各类案件12,063起，其中盗窃类案件7,522起，占总数的62.36%；经济类案件1,204起，占总数的10%，毒品交易和运输案件568起，占总数4.7%。

## 文化

### 建筑
截至2020年12月，卡昂境内共有22处法国国家文物保护单位，其中卡昂城堡和聖皮埃爾教堂位于卡昂市中心的核心地段，是当地的标志性建筑物。

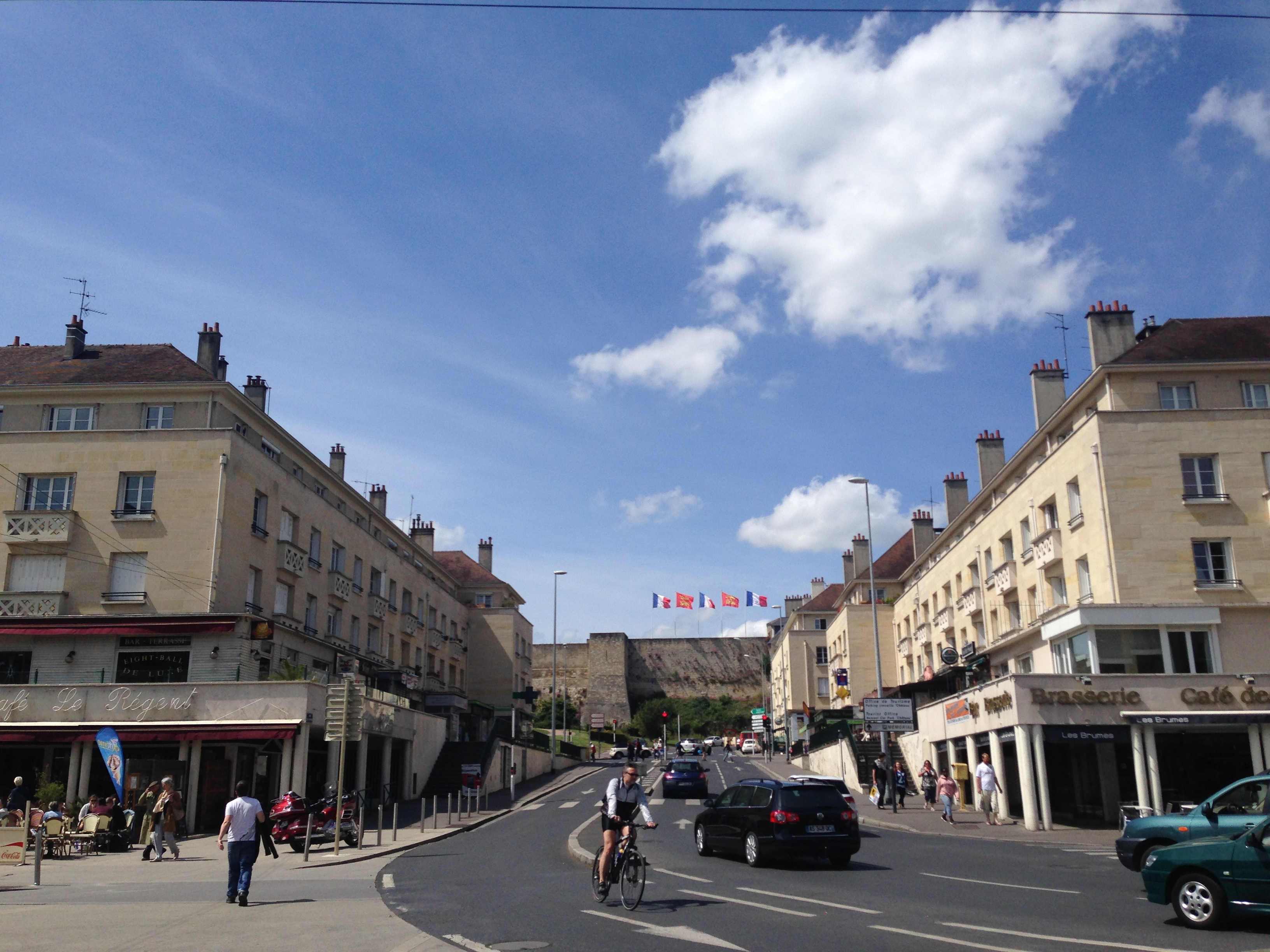
自由大街和尽头处的卡昂城堡
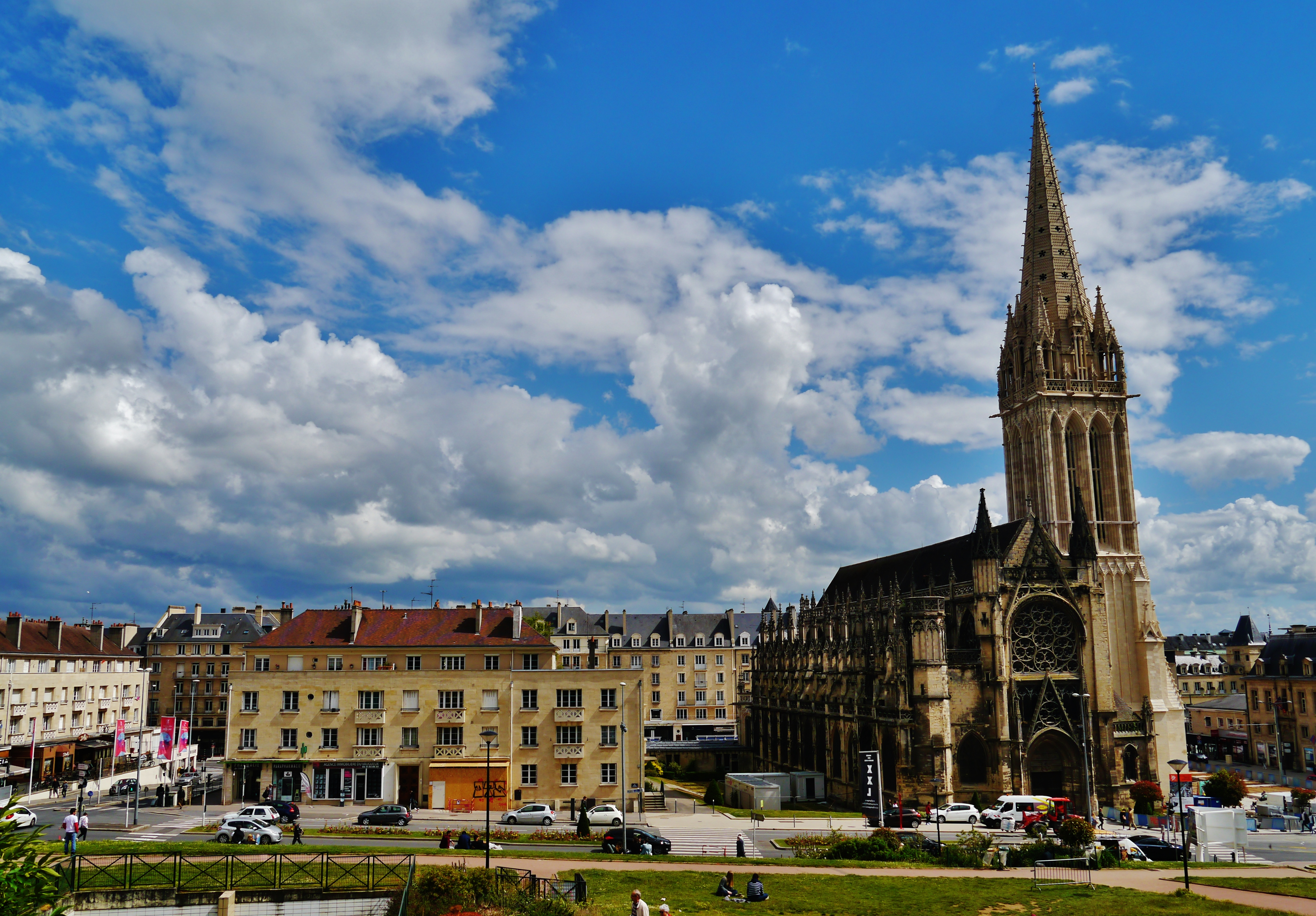
聖皮埃爾教堂
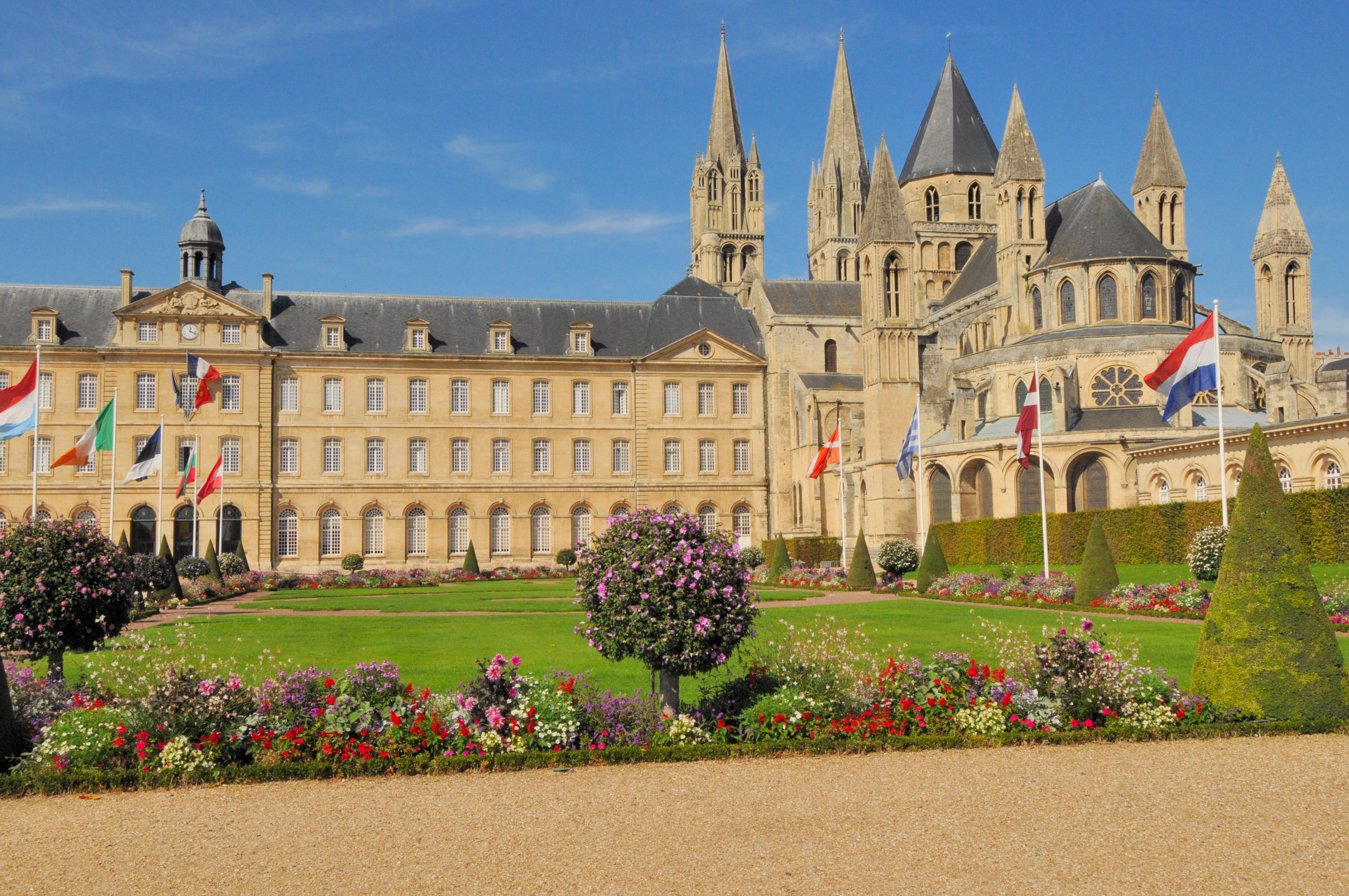
卡昂市政厅 （原男子修道院）
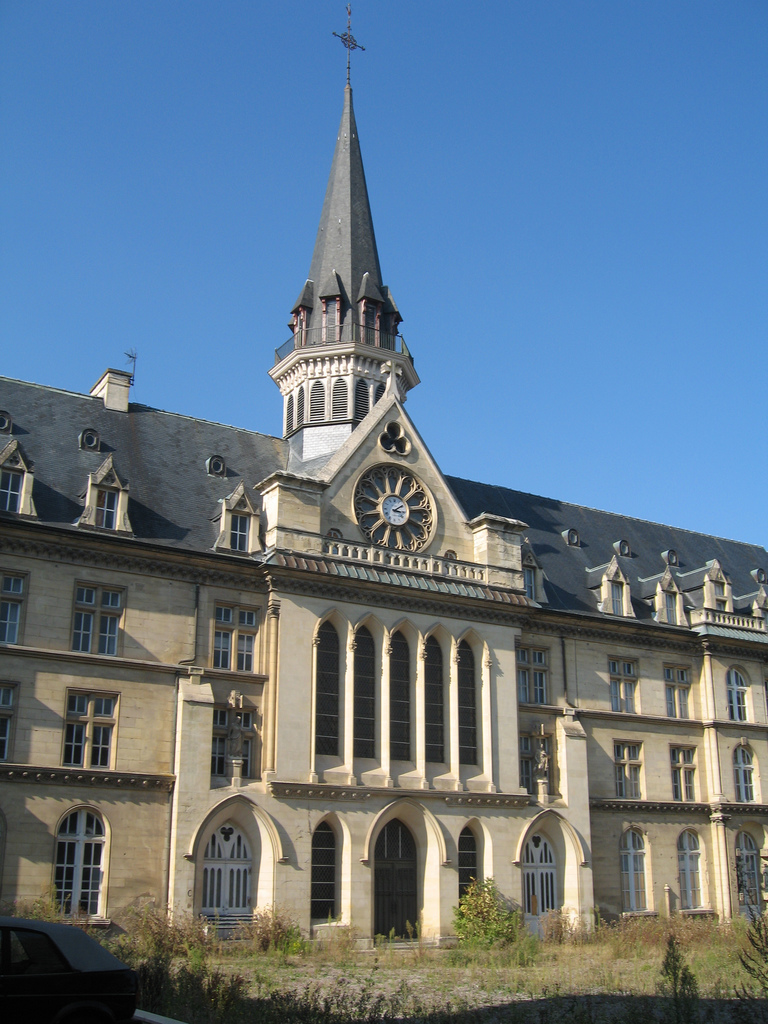
恩人小教堂
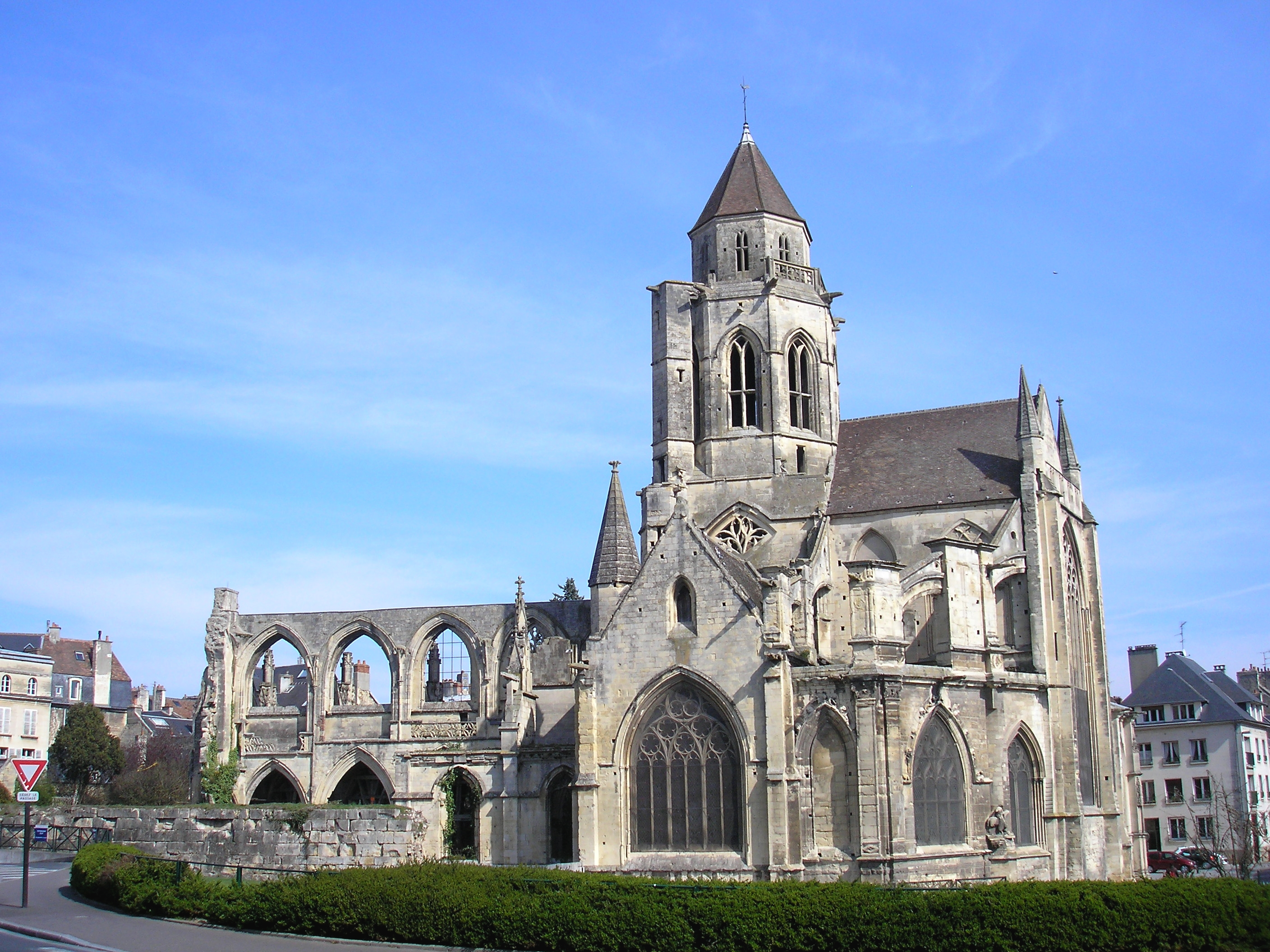
旧圣艾蒂安教堂（法语：Église Saint-Étienne-le-Vieux）
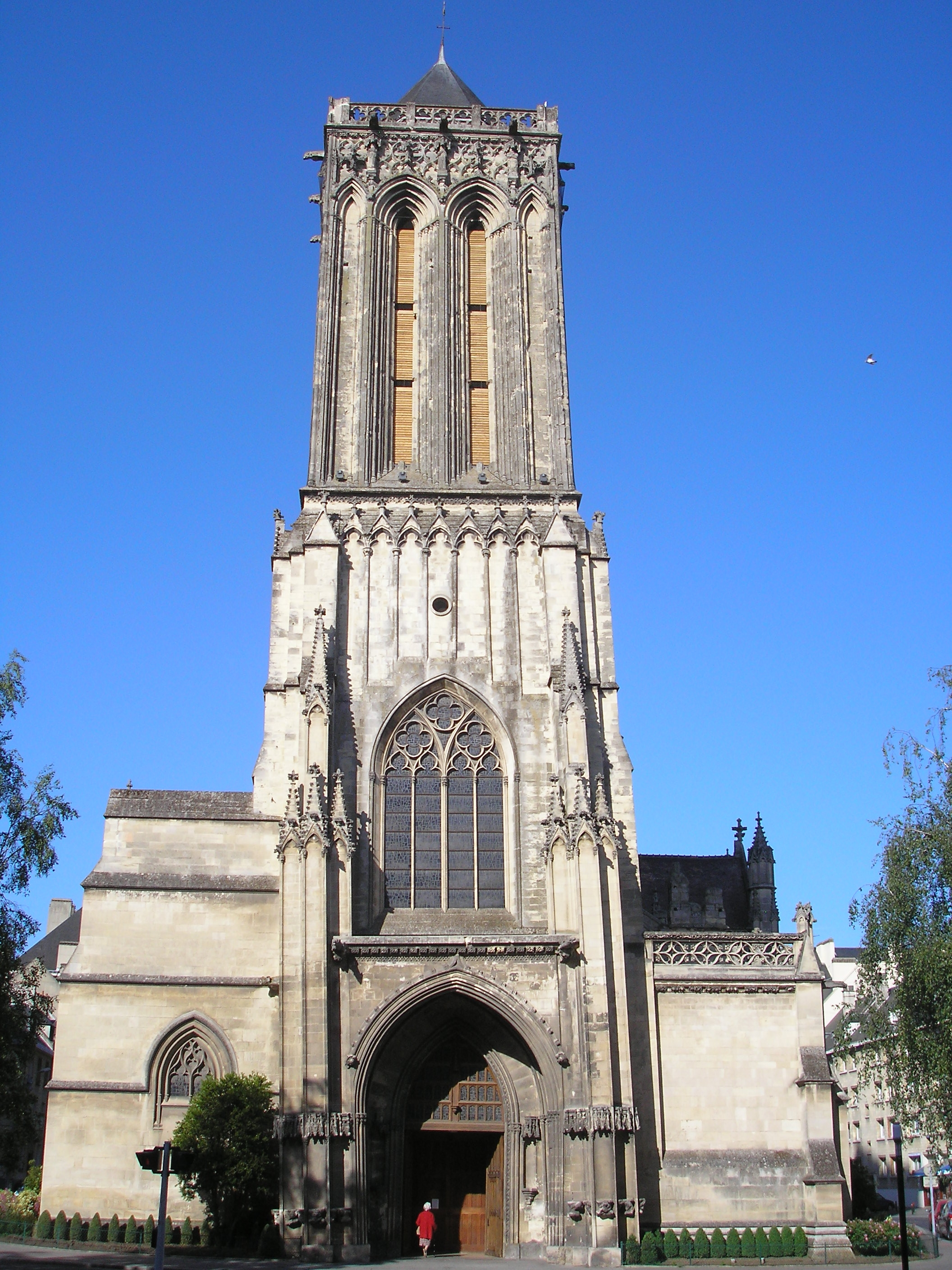
卡昂圣尚教堂（法语：Église Saint-Jean de Caen）

### 旅游
卡昂是一座历史悠久的城市，被称为百钟之城。但因其在诺曼底登陆中受到毁灭性的破坏，市区内的历史建筑几乎绝迹。现卡昂的主要旅游景点包括卡昂城堡遗址、卡昂博物馆、卡昂美术馆、玫瑰花园城等。2013年12月，卡昂获得了由法国文化部授予的艺术与历史之城的称号。
截止2018年1月1日，卡昂境内设有1处旅游接待中心（Office de Tourisme）和34家宾馆共计1,424间房间。

### 媒体
法国本土主要的国家性电视台和广播电台在卡昂均可接收，其中法国电视三台下属的诺曼底大区频道在部分时段播放地区新闻；NRJ广播电台在卡昂境内设有分台，凤凰广播是卡昂地区主要的地方性广播；《法兰西西部报》是法国一个重要的地方性报社，总部位于雷恩，在卡昂设有分支，负责整个卡尔瓦多斯省的发行；卡昂的主要地方性报刊则为《卡昂角》周刊。

### 文学
卡昂城市文学奖（Le prix littéraire de la Ville de Caen）创立于1975年，每年通过投票的形式进行评选，旨在鼓励卡昂及诺曼底的地方作家。在法国，以城市作为名称的文学类奖项较为罕见，卡昂也由此被誉为“法兰西文学之都”。

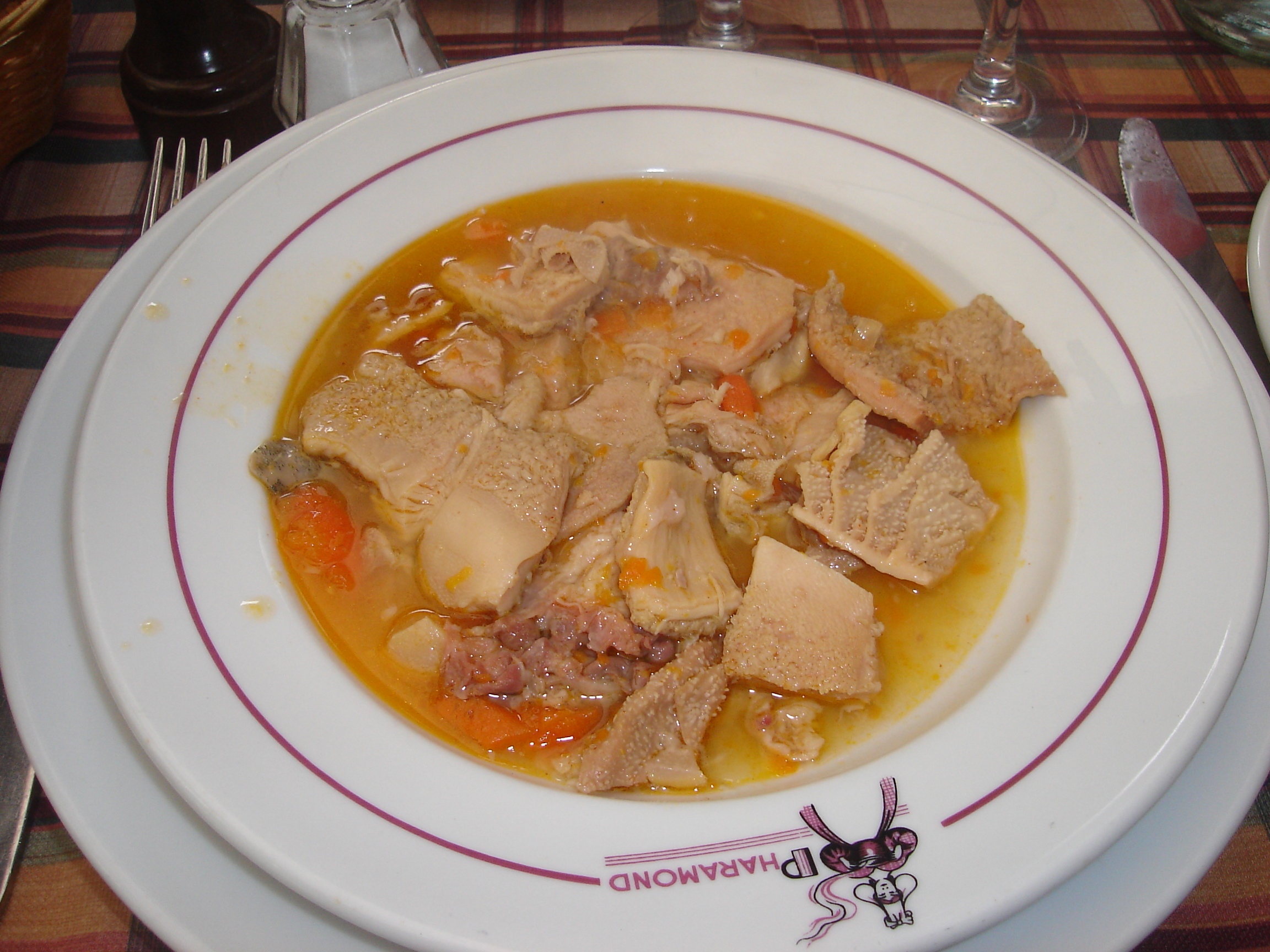
卡昂式牛肚

### 饮食
相比法国大部分地区，卡昂地区的饮食口味相对偏重，代表性的食物包括卡昂式牛肚和昂比斯卡德鸡尾酒，而因气候原因，传统的法国美食诸如鹅肝、红酒等则在卡昂较为少见。此外，卡昂所在的卡尔瓦多斯省其名称本身也是一种鸡尾酒的名字。
2019年，卡昂境内共有10家餐厅被列入《米其林星级餐厅名单》。

### 活动
诺尔迪克·昂帕克特创办于1999年，是卡昂的一个电子音乐节，每年举办，其名称来源于诺曼语，意为“来自北方的影响力”。
此外，卡昂剧场作为卡昂战后重建市政工程的代表性建筑，也常年举办各种演出。卡昂泽尼特演艺中心建于1993年，可容纳6,990名观众，是卡昂地区最大的室内演艺中心，也是法国30家泽尼特演艺中心之一。

## 对外交流
| 卡昂与以下8座城市互为友好城市： - 英格兰 朴茨茅斯 - 英格兰 考文垂 - 美国 纳什维尔 - 美国 亚历山德里亚 - 保加利亚 佩尔尼克 - 德国 维尔茨堡 - 塞内加尔 捷斯 - 北馬其頓 奥赫里德 | 以下国家或地区在卡昂设有领事馆。 - 冰島驻卡昂领事馆 - 挪威驻卡昂领事馆 |

### 分类资料
历史类
1. ↑  René Lepelley. . Caen: P.U.C. 1996 （法语）.
2. ↑  Laurence LE CLÉZIO et Mélanie DEMAREST.  (PDF). Caen: Éveha - Service régional de l'Archéologie de Basse-Normandie. 2013  [2019-08-07]. （原始内容存档 (PDF)于2019-08-05） （法语）.
3. ↑  Pierre Bauduin. . Paris: Sophia Publication. 2013. ISSN 0182-2411 （法语）. POUR METTRE FIN AUX RAID DES VIKINGS, venus de Scandinavie, qui ravagent le royaume au IXe siècle, le roi franc Charles le Simple s'accorde avec le chef viking Rollon: en 911, par le traité de Saint-Clair-sur-Epte, Rollon reçoit un territoire compris entre l'Epte et la mer (P52)
4. ↑  中国地图出版社. . 北京: 中国地图出版社. 2009: 169. ISBN 7-987-5031-5015-9 （中文）. ...正是这位威廉公爵，于1066年率军渡海征服了英格兰，成为今日英国王室的始祖。(P34)
5. ↑  John W. Baldwin, trad. Jacques Le Goff. . Paris: Fayard. 1991: 717  [2019-08-07]. ISBN 2-213-02660-2. （原始内容存档于2019-08-06） （法语）.
6. ↑  Henri Prentout. . Caen: H. Delesques. 1904: 717 （法语）.
7. ↑  Amable-Guillaume-Prosper Brugière Barante. . Paris: Furne et Cie. 1843: 717  [2019-08-07]. （原始内容存档于2021-06-11） （法语）.
8. ↑  Pierre Bouet et François Neveux. . Caen: Presses universitaires de Caen. 1843: 305-316  [2019-08-07]. （原始内容存档于2019-10-30） （法语）.
9. ↑  data.bnf.fr. . data.bnf.fr.   [2019-08-07]. （原始内容存档于2019-08-06） （法语）.
10. ↑  P. Gouhier. . Caen: Cairn. 1965: 14-22  [2019-08-07]. ISSN 2261-4427. （原始内容存档于2019-08-06） （法语）.
11. ↑  应强. . 中华人民共和国驻法兰西共和国大使馆. 2014-06-05  [2019-08-07]. （原始内容存档于2014-08-14） （中文）.
12. ↑  ouest-france.fr. . ouest-france.fr. 2013-10-02  [2019-08-07]. （原始内容存档于2019-08-06） （法语）. ...jusqu'en 1996 date de l'électrification de la ligne Paris-Caen-Cherbourg.
13. ↑  lanouvellerepublique.fr. . lanouvellerepublique.fr. 2018-09-05  [2019-08-07]. （原始内容存档于2022-01-24） （法语）. Rappelons que le territoire, composé de quatorze communes regroupant près de 75. 000 habitants, a opté pour un réseau urbain entièrement gratuit, en 2001.
14. ↑  unicaen.fr. . unicaen.fr.   [2019-08-07]. （原始内容存档于2019-06-29） （法语）.

地理类
1. ↑  communes.com. . communes.com.   [2019-08-07]. （原始内容存档于2021-11-28） （法语）.
2. ↑  calvados-tourisme.com. . calvados-tourisme.com.   [2019-08-07]. （原始内容存档于2021-06-11） （法语）.
3. ↑  caenlamer-tourisme.fr. . caenlamer-tourisme.fr.   [2019-08-07]. （原始内容存档于2019-08-07） （法语）.
4. ↑  caenlamer-tourisme.fr. . caenlamer-tourisme.fr.   [2019-08-07]. （原始内容存档于2019-08-07） （法语）.
5. ↑  caenlamer-tourisme.fr. . caenlamer-tourisme.fr.   [2019-08-07]. （原始内容存档于2019-08-07） （法语）.
6. ↑  infoclimat.fr. . infoclimat.fr.   [2019-08-07]. （原始内容存档于2018-04-05） （法语）.
7. ↑  insee.fr. . insee.fr.   [2019-08-09]. （原始内容存档于2019-08-10） （法语）.
8. ↑  sig.ville.gouv.fr. . sig.ville.gouv.fr.   [2019-08-08]. （原始内容存档于2022-03-13） （法语）.
9. ↑  busverts.fr. . busverts.fr.   [2019-08-07]. （原始内容存档于2019-02-28） （法语）.
10. ↑  ter.sncf.com. . ter.sncf.com.   [2019-08-07]. （原始内容存档于2019-04-06） （法语）.
11. ↑  . linternaute.com.   [2019-08-07]. （原始内容存档于2019-04-13） （法语）.
12. ↑  GARES & CONNEXIONS. . garesetconnexions.sncf.   [2019-08-07]. （原始内容存档于2020-12-12） （法语）.
13. ↑  data.sncf.com. . data.sncf.com.   [2019-08-07]. （原始内容存档于2021-06-11） （法语）.
14. ↑  lnpn.fr. . lnpn.fr.   [2019-08-07]. （原始内容存档于2019-08-14） （法语）.
15. ↑  caen.aeroport.fr. . caen.aeroport.fr.   [2019-08-07]. （原始内容存档于2018-10-01） （法语）.
16. ↑  twisto.fr. . twisto.fr.   [2019-08-07]. （原始内容存档于2019-07-27） （法语）.

社科类
1. ↑  annuaire-mairie.fr. . annuaire-mairie.fr.   [2019-08-07]. （原始内容存档于2017-08-26） （法语）. Le maire de Caen se nomme Monsieur Joël BRUNEAU.
2. ↑  Le Monde. . Le Monde.   [2019-08-07]. （原始内容存档于2017-06-27） （法语）.
3. ↑  René Pillorget, Suzanne Pillorget. . Paris: Éditions Robert Laffont. 1995: 1169 （法语）.
4. ↑  Jean-Yves Meslé, Marc Pottier. . Bayeux: OREPS. 2013. ISBN 978-2-8151-0175-2 （法语）.
5. ↑  CCI Normandie.  (PDF). CCI Normandie.   [2019-08-07]. （原始内容存档 (PDF)于2022-01-24） （法语）. Établissements industriels de plus de 500 salariés (2018)
6. ↑  ouest-france.fr. . ouest-france.fr. 2018-05-28  [2019-08-07]. （原始内容存档于2019-08-07） （法语）.
7. ↑  JDN. . journaldunet.com.   [2019-08-07]. （原始内容存档于2019-04-28） （法语）.
8. ↑  ville-data.com. . ville-data.com.   [2019-08-07]. （原始内容存档于2022-01-24） （法语）.
9. ↑  journaldunet.com. . journaldunet.com.   [2019-08-07]. （原始内容存档于2019-04-28） （法语）.
10. ↑  . linternaute.com.   [2019-08-07]. （原始内容存档于2019-03-26） （法语）.
11. ↑  insee. . insee.   [2019-08-07]. （原始内容存档于2019-08-05） （法语）.
12. ↑  . linternaute.com.   [2019-08-07]. （原始内容存档于2018-11-18） （法语）.
13. ↑  Académie de Caen. . ac-normandie.fr.   [2020-04-10]. （原始内容存档于2020-06-14） （法语）.
14. ↑  . linternaute.com.   [2019-08-07]. （原始内容存档于2019-04-13） （法语）.
15. ↑  ville-data.com. . ville-data.com.   [2019-08-07] （法语）. Classé 129ème sur 2295 lycées au niveau national. Le lycée Privé LYCEE JEANNE D'ARC de CAEN a présenté un effectif total de 235 élèves au bac l'an dernier son taux de réussite au bac, toutes séries confondues est de 99 %
16. ↑  Ville Data. . ville-data.com.   [2019-08-07]. （原始内容存档于2022-01-24） （法语）. Il y a 17 collèges dans la ville de Caen et 13 lycées. Le nombre total de lycéens et de collégiens est de 18 459 enfants scolarisés.
17. ↑  unicaen.fr. . unicaen.fr.   [2019-08-07]. （原始内容存档于2019-07-15） （法语）.
18. ↑  chu-caen.fr. . chu-caen.fr.   [2019-08-07]. （原始内容存档于2019-03-28） （法语）.
19. ↑  epsm-caen.fr. . epsm-caen.fr.   [2019-08-07]. （原始内容存档于2019-08-06） （法语）.
20. ↑  . linternaute.com.   [2019-08-07]. （原始内容存档于2019-04-13） （法语）.
21. ↑  caenlamer.fr. . caenlamer.fr.   [2019-08-07]. （原始内容存档于2019-05-02） （法语）.
22. ↑  caenlamer.fr.  (PDF). caenlamer.fr.   [2019-08-07]. （原始内容 (PDF)存档于2021-01-25） （法语）. Une cible prioritaire : les logements construits avant 1984, considérés comme énergivores
23. ↑  . linternaute.com.   [2019-08-07]. （原始内容存档于2019-04-13） （法语）.
24. ↑  . linternaute.com.   [2019-08-07]. （原始内容存档于2018-03-25） （法语）.
25. ↑  caenlamer.fr. . caenlamer.fr.   [2019-08-07]. （原始内容存档于2019-07-22） （法语）. La Communauté urbaine propose l'accès gratuit à 6 déchèteries
26. ↑  eau-bassin-caennais.fr. . eau-bassin-caennais.fr.   [2019-08-01]. （原始内容存档于2022-01-24） （法语）. 53 RÉSERVOIRS OU CHÂTEAUX D'EAU
27. ↑  linternaute.com. . linternaute.com.   [2019-08-07]. （原始内容存档于2019-04-12） （法语）. Caen possède 41 sites pollués sur son territoire
28. ↑  demarchesadministratives.fr. . demarchesadministratives.fr.   [2019-08-07]. （原始内容存档于2022-01-24） （法语）.
29. ↑  demarchesadministratives.fr. . demarchesadministratives.fr.   [2019-08-01]. （原始内容存档于2022-01-24） （法语）.
30. ↑  sdis14.fr. . sdis14.fr.   [2019-08-07]. （原始内容存档于2015-03-25） （法语）. Situé au nord du centre ville de Caen,le CIS de Caen-Couvrechef est le centre le plus important en terme d’effectif de sapeurs-pompiers et du nombre d’interventions du département du Calvados.
31. ↑  linternaute.com. . linternaute.com.   [2019-08-01]. （原始内容存档于2019-04-24） （法语）.
32. ↑  . linternaute.com.   [2019-08-07]. （原始内容存档于2018-03-25） （法语）.
33. ↑  france3-regions.francetvinfo.fr. . france3-regions.francetvinfo.fr.   [2019-08-07]. （原始内容存档于2019-07-29） （法语）.
34. ↑  annuaire-mairie.fr. . annuaire-mairie.fr.   [2019-08-07]. （原始内容存档于2017-08-26） （法语）. Caen est jumelée avec les 8 villes listées ci-dessous.
35. ↑  ouest-france.fr. . ouest-france.fr. 2017-11-26  [2019-08-07] （法语）.
36. ↑  ambassades.net. . ambassades.net.   [2020-01-23]. （原始内容存档于2020-12-12） （法语）.
37. ↑  ambassades.net. . ambassades.net.   [2020-01-23]. （原始内容存档于2020-12-12） （法语）.

文化类
1. ↑  历史地图网. . 历史地图网. 2018-07-29  [2019-08-08]. （原始内容存档于2019-08-08） （中文）.
2. ↑  新华网. . 新华网. 2014-05-09  [2019-08-08]. （原始内容存档于2019-08-08） （中文）.
3. ↑  esitc-caen.fr. . esitc-caen.fr.   [2019-08-07]. （原始内容存档于2019-03-26） （法语）. L’ESITC Caen est une Grande Ecole qui forme des hommes et des femmes de haut niveau pour le secteur du BTP.
4. ↑  unicaen.fr. . unicaen.fr.   [2019-08-07]. （原始内容存档于2019-04-04） （法语）.
5. ↑  smcaen.fr. . smcaen.fr.   [2019-08-07]. （原始内容存档于2019-08-07） （法语）.
6. ↑  letrot.com. . letrot.com.   [2019-08-07]. （原始内容存档于2019-04-21） （法语）.
7. ↑  . commune-mairie.fr.   [2020-12-16]. （原始内容存档于2021-02-20） （法语）.
8. ↑  Adrien Verschaere. . jeretiens.net. 2017-05-14  [2019-08-07]. （原始内容存档于2017-06-12） （法语）.
9. ↑  ouest-france.fr. . ouest-france.fr. 2013-12-18  [2019-08-09]. （原始内容存档于2019-08-09） （法语）. La ministre de la culture et de la communication, Aurélie Filippetti, a attribué le label Ville d'art et d'histoire à la ville de Caen.
10. ↑  nrj.fr. . nrj.fr.   [2019-08-07] （法语）.
11. ↑  phenix.fm. . phenix.fm.   [2019-08-01]. （原始内容存档于2021-10-20） （法语）. Le présent site est la propriété de Radio Phénix, Radio Phénix est une radio associative créée en 2008 qui émet sur Caen
12. ↑  ouest-france.fr. . ouest-france.fr.   [2019-08-07]. （原始内容存档于2019-07-18） （法语）.
13. ↑  cotecaen.fr. . cotecaen.fr.   [2019-08-07]. （原始内容存档于2019-07-08） （法语）.
14. ↑  tendanceouest.com. . tendanceouest.com.   [2019-08-07] （法语）.
15. ↑  nouveau-magazine-litteraire.com. . nouveau-magazine-litteraire.com.   [2019-08-07]. （原始内容存档于2020-10-05） （法语）.
16. ↑  topito.com. . topito.com. 2017-09-16  [2019-08-07]. （原始内容存档于2019-09-14） （法语）.
17. ↑  Busnel. . distillerie-busnel.fr.   [2020-04-10]. （原始内容存档于2020-10-05） （法语）.
18. ↑  restaurant.michelin.fr. . restaurant.michelin.fr.   [2019-08-07] （法语）. 10 Restaurants trouvés
19. ↑  nordik.org. . nordik.org.   [2019-08-07]. （原始内容存档于2019-05-10） （法语）.
20. ↑  zenith-caen.fr. . zenith-caen.fr.   [2019-08-09]. （原始内容存档于2019-03-23） （法语）.

多次引用的资料
1. ↑  insee.fr. . insee.fr. 2018-12-27  [2019-11-19]. （原始内容存档于2019-08-01） （法语）.
2. 1 2 3 4 5 6 7 8 9 10 11 12 13 14  Géoportail. . Géoportail.   [2019-08-07]. （原始内容存档于2017-01-29） （法语）.
3. 1 2  caen.port.fr. . caen.port.fr.   [2019-08-07]. （原始内容存档于2022-01-24） （法语）. Situé au cœur de la Baie de Seine, en Basse-Normandie, le port de Caen-Ouistreham est le 10 ème port français grâce à un trafic annuel de 3,2 millions de tonnes et un million de passagers.
4. 1 2  Giovanni Coppola. . Caen: Cairn. 2013: 337  [2019-08-07]. （原始内容存档于2019-06-15） （法语）.
5. 1 2 3  ouest-france.fr. . ouest-france.fr. 2019-08-07  [2019-08-07]. （原始内容存档于2019-08-06） （法语）. Ça y est ! C’est fait ! Après dix-huit mois de travaux, le nouveau tram fer de Caen circule en ville ce samedi 27 juillet 2019.
6. ↑  Xavier Delamarre. . Paris: éditions Errance. 2003: 111. ISBN 2-87772-237-6 （法语）.
7. 1 2 3  Christophe Collet, Pascal Leroux, Jean-Yves Marin. . Caen: Service Département d'archéologie du Calvados. 1996. ISBN 2-9510175-0-2 （法语）.
8. 1 2  Jean-Yves Marin. . Caen: C.N.R.S. 1986: 105-120  [2019-08-07]. （原始内容存档于2019-08-05） （法语）.
9. 1 2 3  Jean-Pierre Benamou, Georges Bernage. . Caen: Heimdal. 1988 （法语）.
10. 1 2  BRGM. . brgm.fr.   [2019-08-07]. （原始内容存档于2017-04-23） （法语）.
11. 1 2 3  caen.fr.  (PDF). caen.fr.   [2019-08-07]. （原始内容存档 (PDF)于2021-06-11） （法语）. ARTICLE 2: Rôle et compétences des conseils de quartiers
12. 1 2  legifrance.gouv.fr. . legifrance.gouv.fr. 2014-02-17  [2019-08-07]. （原始内容存档于2019-03-24） （法语）.
13. ↑  JDN. . journaldunet.com.   [2019-08-07]. （原始内容存档于2019-05-01） （法语）.
14. ↑  Cassini. . cassini.ehess.fr.   [2020-12-21]. （原始内容存档于2010-11-27） （法语）.
15. 1 2  . linternaute.com.   [2019-08-07]. （原始内容存档于2019-04-12） （法语）.
16. 1 2 3 4  linternaute.com. . linternaute.com.   [2019-08-01]. （原始内容存档于2021-06-11） （法语）. Caen possède 41 sites pollués sur son territoire
17. 1 2  actu.fr. . actu.fr. 2016-11-27  [2019-08-07]. （原始内容存档于2022-01-24） （法语）.